# Проституция
Проституцията е продаването на сексуални услуги, като полово сношение и орален секс, срещу пари или друг вид материални облаги. По приблизителни оценки има около 42 млн. проститутки по света, генерираният доход от проституция е около 100 млрд. долара.

Лицето, продаващо сексуалните услуги, е проститутка (пол. курва; дума с др.слав. произход), вид сексуален работник. В по-общия смисъл на думата за всеки, който продава услуги за кауза, която се смята за недостойна, може да се каже, че проституира. Във Великобритания например проститутка е всяко лице, „което позволява тялото му да бъде използвано с похотлива цел срещу заплащане“.
В Европа платената любов се толерира, като в повечето държави тя е напълно законна. В някои държави тя е законна, но сводничеството и публичните домове не са законни. В Швеция, Норвегия и Исландия например е законно да продаваш сексуални услуги срещу пари, но е незаконно да си клиент на такива услуги – така наречения Шведски модел. Така клиентите са поставени под удара на закона. В тези страни за недостойна се счита постъпката на клиента, а сексуалният работник се счита за невинен и от морална и от законна гледна точка. Във Франция и Канада законът също решава да наказва клиента на услугата считайки, че сексуалният работник е експлотиран; тези страни са възприели Шведския модел на разбиране по въпроса.

## Обзор и дефиниции
При все че проститутките и техните клиенти могат да са от всички полове и сексуални ориентации, мнозинството от клиентите са мъже. Проституцията се приема от повечето съвременни религии като непристойна или греховна. Проститутките се смятат за скандални или хора от долните слоеве в повечето общества. В някои култури на клиентите също се гледа отвисоко, но те обикновено са толерирани повече, отколкото проститутките.
Терминът „проституция“ се използва и в по-общо значение на полови контакти с цел постигане на определена цел, различна от възпроизводство или удоволствие. Това включва форми на религиозна проституция, при които се прави секс в изпълнение на религиозни предписания. Проституцията в този по-широк смисъл се използва в шпионажа или като подкуп. Древен Китай е бил изпълнен с известни примери за използване на секс, за да се отслаби врагът (виж Джи Ши, Дяо Чан).

## В България
Проституцията в България е легална и нерегулирана, но публичните домове, сводничеството и принуждаването към проституция са криминализирани. Въпреки че няма закон, който да забранява проституцията, според българския закон проституцията не е трудова дейност и е неморална. Затова лицата, които извършват проституция се осъждат по чл. 329 от Наказателния кодекс.
| „ | Чл. 329. (1) (Изм. – ДВ, бр. 95 от 1975 г., бр. 92 от 2002 г., в сила от 1.01.2005 г., по отношение на наказанието пробация – изм., бр. 26 от 2004 г., в сила от 1.01.2004 г., бр. 103 от 2004 г.) Пълнолетно работоспособно лице, което продължително време не се занимава с общественополезен труд, като получава нетрудови доходи по непозволен или неморален начин, се наказва с лишаване от свобода до две години или с пробация. | “ |

Въпреки че това тълкуване е спорно, има множество осъдени мъже и жени, извършващи секс услуги срещу заплащане.
Поради лошите социално-икономически условия в страната, голям брой жени от ромски произход са замесени в проституция.
Секс търговията е основен източник на пари за българските престъпници.

## Мъжки проститутки
Освен жени, проститутки могат да бъдат и мъже. Те могат бъдат наемани от жени или от други мъже. Мъжките проституки, наемани от жени, се наричат жиголо.